# Huracán Sergio (2006)
El huracán Sergio fue el tercer huracán más fuerte del Pacífico registrado en el mes de noviembre. La decimonovena tormenta nombrada y el undécimo huracán de la temporada de huracanes del Pacífico de 2006, Sergio se desarrolló a partir de una onda tropical el 13 de noviembre a unas 460 millas (740 km) al sur de Manzanillo, México, y se intensificó a medida que avanzaba hacia el sudeste. Alcanzó vientos máximos de 110 mph (175 km/h) el 15 de noviembre, y posteriormente comenzó a debilitarse debido al aumento de la cizalladura del viento cuando giraba hacia el norte. Posteriormente, Sergio giró hacia el oeste, permaneciendo lejos de la costa de México, y se disipó el 20 de noviembre a unas 320 millas (515 km) al oeste-noroeste de la que originalmente se formó.
Sergio produjo lluvias ligeras a lo largo de la costa de México, aunque sus efectos fueron mínimos. La formación de Sergio marcó la temporada de 2006 como la más concurrida en 12 años y la primera temporada en la que se formó más de una tormenta tropical en noviembre. Sergio, además de ser el huracán más fuerte después del 1 de noviembre, también fue el ciclón tropical más longevo del Pacífico en noviembre, con un total de siete días.

## Historia meteorológica
Una onda tropical cruzó América Central y entró en el Océano Pacífico oriental el 7 de noviembre. Un área de convección a lo largo de la onda siguió hacia el oeste hasta Centroamérica y México, y se concentró más el 12 de noviembre mientras se encontraba a unas 400 millas (645 km) al sur de Acapulco. Más tarde ese día, la clasificación de Dvorak comenzó con la perturbación, y la convección continuó organizándose. Temprano el 13 de noviembre, el Centro Nacional de Huracanes indicó la posibilidad de que el sistema se convierta en una depresión tropical. La actividad de las tormentas eléctricas disminuyó brevemente, aunque a última hora del 13 de noviembre el sistema adquirió suficiente circulación y organizó la convección para que se le designara la depresión tropical Veintiuna-E mientras se encontraba a unas 460 millas (740 km) al sur de Manzanillo, México. Operacionalmente, la depresión no se actualizó hasta once horas después.
Inicialmente, la depresión tropical rastreó hacia el noroeste, y se pronostica que alcanzará un pico como una tormenta tropical de 50 mph (85 km/h) mientras continúa en un movimiento noroeste. Situada dentro de un área de cizalladura del viento débil, la convección profunda se incrementó cerca del centro y las características de anillado se hicieron más pronunciadas. El flujo anticiclónico y una troposfera húmeda permitieron que la depresión entrara en intensidad en la tormenta tropical que llevó el nombre de Sergio (última tormenta nombrada de la temporada) el 14 de noviembre. Poco después de convertirse en una tormenta tropical, Sergio giró hacia el sudeste, lo que se atribuyó al flujo asociado con un canal de nivel medio-alto a su noreste. Se intensificó de manera constante, y Sergio alcanzó el estado de huracán el 15 de noviembre mientras se encontraba a unas 420 millas (675 km) al suroeste de Acapulco. Con un ojo pequeño y distinto ubicado en el centro de la convección profunda, Sergio se intensificó rápidamente para alcanzar vientos máximos de 110 mph (175 km/h) aproximadamente 6 horas después de convertirse en huracán.

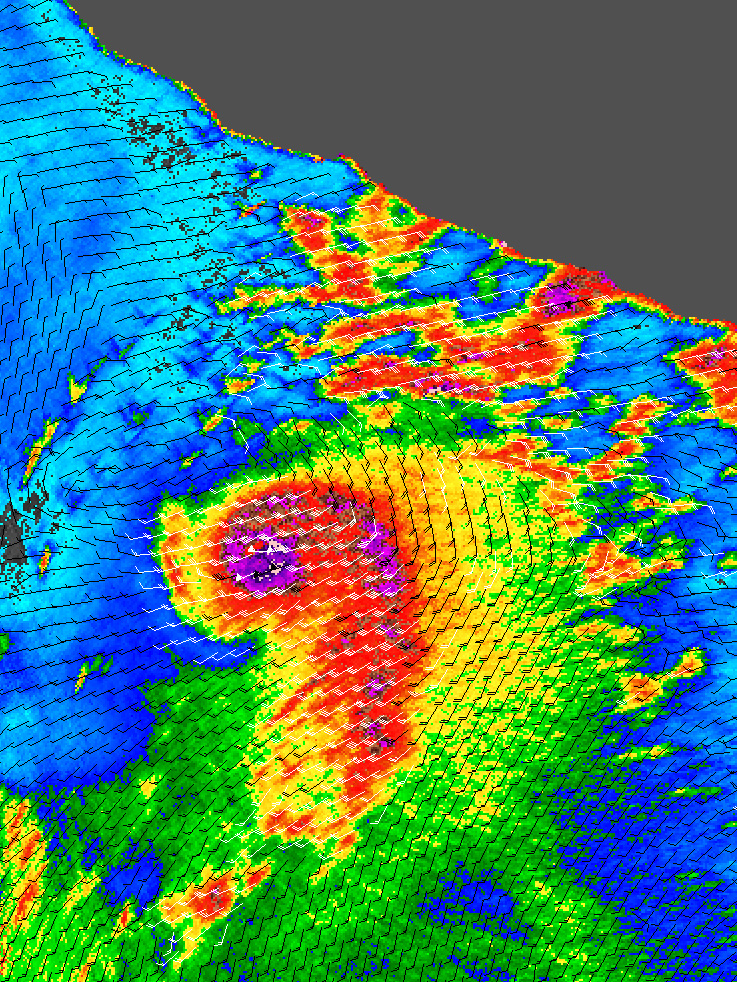
Imagen del huracán Sergio de QuikSCAT el 16 de noviembre

Al alcanzar la fuerza máxima, los pronosticadores del Centro Nacional de Huracanes predijeron que el huracán Sergio se intensificará aún más para alcanzar vientos de 120 mph (195 km/h). Poco después de alcanzar el máximo, el huracán viró hacia el norte y se debilitó gradualmente a medida que aumentaba la cizalladura del viento desde un canal de nivel superior hacia el noroeste. A principios del 17 de noviembre, la circulación de nubes bajas quedó parcialmente expuesta en el lado oeste de la convección profunda, y se estima que Sergio se debilitó a una tormenta tropical ese mismo día. Una cresta al norte y al noreste cambió la tormenta hacia el noroeste y más tarde hacia el oeste cuando Sergio se debilitó gradualmente. La convección profunda se reformó cerca del centro el 18 de noviembre, lo que provocó un ligero aumento de los vientos, aunque la cizalladura vertical la debilitó rápidamente. Más tarde ese día, la tormenta hizo su aproximación más cercana a la tierra, a unas 225 millas (360 km) al suroeste de Michoacán.
El 20 de noviembre degeneró en una depresión tropical, y más tarde ese día Sergio se disipó a unas 360 millas (580 km) al suroeste de Manzanillo, México, o alrededor de 320 millas (515 km) al oeste-noroeste de donde se formó originalmente. Los remanentes de Sergio continuaron hacia el oeste durante aproximadamente un día antes de que la cantidad mínima de convección disminuyera.

### Récords
Sergio es considerado como el huracán más activo desde que comenzaron los registros de huracanes en el Pacífico en el mes de noviembre, en base al uso del índice Energía Ciclónica Acumulada. Este registro se vinculó más tarde con otra temporada nueve años después. Después de que Rosa se formó unos días antes que Sergio se formara, noviembre de 2006 se convirtió en el primero desde 1961 en tener más de una tormenta en el mes. El huracán es actualmente el tercero más fuerte en el mes, así como el más longevo.

## Preparativos e impactos
No se emitieron advertencias o avisos de ciclones tropicales en relación con Sergio. Varios avisos de tormenta indicaron una leve amenaza para las regiones costeras de México; el Centro Nacional de Huracanes evaluó un 29% de probabilidad de que los vientos de fuerza de tormenta tropical afecten a Barra de Navidad en Jalisco. Del 16 y 17 de noviembre, las bandas de lluvias externas del huracán provocaron precipitaciones ligeras a lo largo de la costa mexicana, alcanzando un máximo de 1,97 pulgadas (50 mm) en Tierra Colorada en Guerrero.